# La Rochelle, Haute-Saône
La Rochelle är en kommun i departementet Haute-Saône i regionen Bourgogne-Franche-Comté i östra Frankrike. Kommunen ligger i kantonen Vitrey-sur-Mance som tillhör arrondissementet Vesoul. År 2022 hade La Rochelle 45 invånare.

## Befolkningsutveckling
Antalet invånare i kommunen La Rochelle
| Referens: INSEE |